# Grönlunds Orgelbyggeri

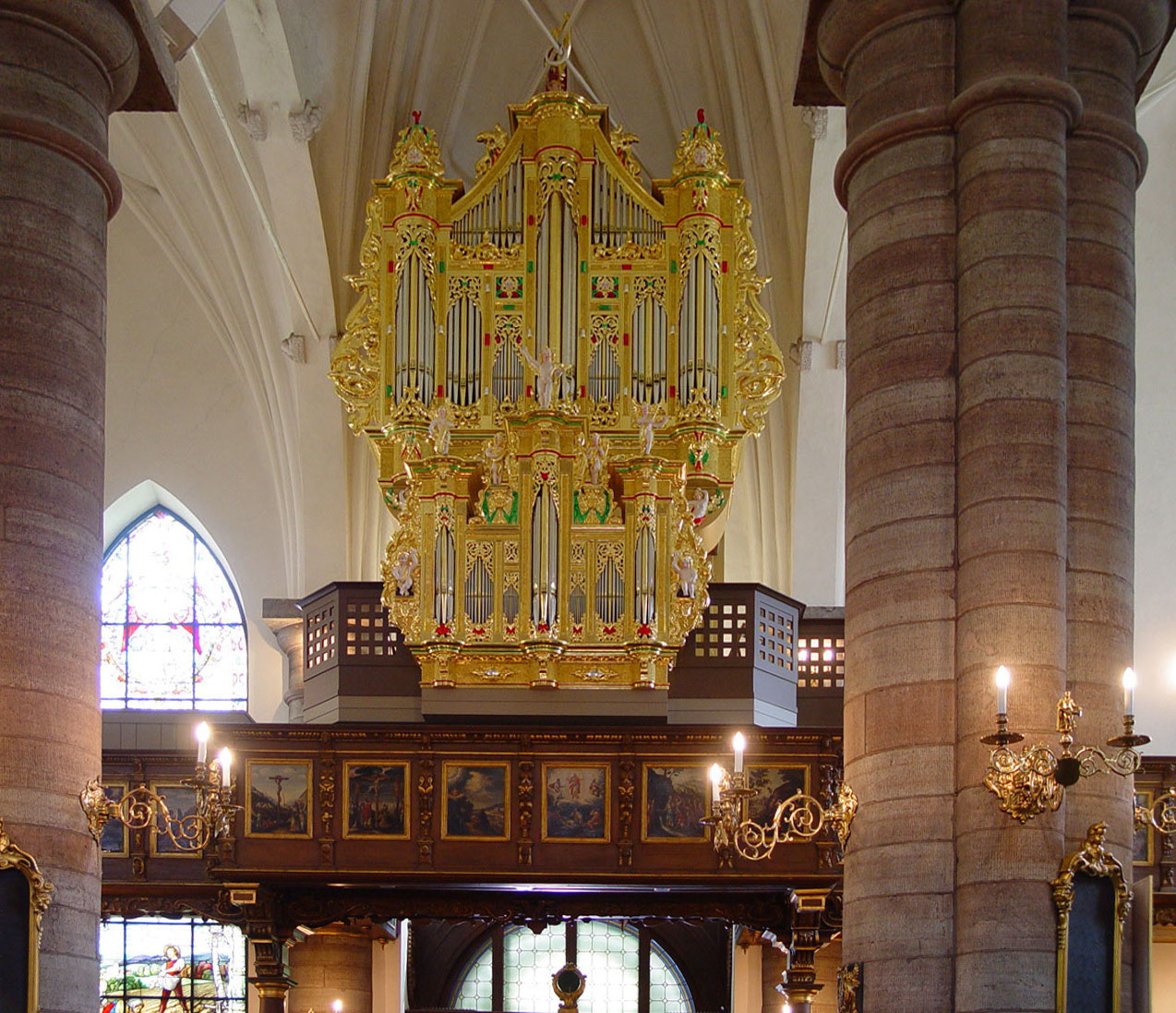
Den rekonstruerade barockorgeln i Tyska kyrkan i Stockholm

Grönlunds Orgelbyggeri AB (egentligen Grönlunds Orgelbyggeri i Gammelstad Aktiebolag) grundades 1903 i Kåge och är numera beläget i Gammelstad utanför Luleå. Företaget konstruerar, bygger, renoverar och reparerar orglar. De har bland annat byggt orglarna i Stockholms konserthus, Sibeliushuset i Lahtis, Mikaelskyrkan i Åbo och barockreplikerna i Tyska kyrkan i Stockholm och Norrfjärdens kyrka.
- 1931–1943 J. W. Grönlund, Kåge (Johan William Grönlund)
- 1944–1949 Grönlunds Orgelfabrik, Notviken
- 1950–     Gammelstad

## Orgelverk
En lista över orglar byggda och under den en lista över restaurerade orglar av Grönlund.
| År          | Ursprunglig kyrka                      | Stift                        | Manualer  | Pedal              | Stämmor | Bevarad orgel/fasad | Övrigt |
| ----------- | -------------------------------------- | ---------------------------- | --------- | ------------------ | ------- | ------------------- | --- |
| 2012        | Nacka kyrka                            | Stockholms                   |           |                    |         |                     | |
| 2012        | Överluleå kyrka, Boden                 | Luleå                        |           |                    |         |                     | Nytt kombinationssystem för manualerna.                                                                                |
| 2011        | Umeå stads kyrka                       | Luleå                        |           |                    |         |                     | |
| 2011        | Karlstads domkyrka                     | Karlstads                    |           |                    |         |                     | |
| 2007        | Sibeliushuset, Lahtis                  | Finland                      | 3         | Självständig       | 52      | Ja/Ja               | |
| 2002        | Mikaelskyrkan, Åbo                     | Åbo ärkestift, Finland       | 3         | Självständig       | 52      | Ja/Ja               | |
| 1997        | Jukkasjärvi kyrka, Kiruna              | Luleå                        |           |                    |         |                     | |
| 1993        | Hortlax gravkapell                     | Luleå stift                  | 2         | Självständig       | 7       | Ja/Ja               | Mekanisk orgel. |
| 1993        | Stora kyrkan, Östersund                | Härnösands stift             | 3         | Självständig       | 53      | Ja/Ja               | |
| 1992        | Backens kyrka                          | Luleå stift                  | 2         | Självständig       | 34      | Ja/Ja               | Mekanisk orgel. |
| 1992        | Gustav Adolfs kyrka, Sundsvall         | Härnösands stift             | 3         | Självständig pedal | 53      | Ja/Ja               | Orgeln är mekanisk. |
| 1991        | Tidaholms kyrka                        | Skara stift                  |           |                    | 32      |                     | |
| ca 1990     | Nybro kyrka                            | Växjö stift                  |           |                    |         |                     | Kororgel. |
| 1990        | Tärendö kyrka                          | Luleå stift                  | 2         | Självständig       | 19      | Ja/Ja               | Mekanisk orgel. |
| ca 1989     | Uddevalla kyrka                        | Göteborgs stift              |           |                    |         |                     | |
| 1989        | Sankt Botvids kyrka                    | Strängnäs stift              | 2         | Självständig       | 35      | Ja/Ja               | Mekanisk orgel. |
| 1988        | Rosviks kyrka                          | Luleå stift                  | 2         | Självständig       | 10      | Ja/Ja               | Mekanisk orgel. |
| 1988        | Norsjö kyrka                           | Luleå stift                  | 2         | Självständig       | 25      | Ja/Ja               | Mekanisk orgel. |
| 1988        | Korpilombolo kyrka                     | Luleå stift                  | 2         | Självständig       | 15      | Ja/Ja               | Mekanisk orgel. |
| 1987        | Jokkmokks kyrka                        | Luleå stift                  | 2         | Självständig       | 27      | Ja/Ja               | Mekanisk orgel. |
| 1987        | Luleå domkyrka                         | Luleå stift                  | 3         | Självständig       | 60      | Ja/Ja               | Mekanisk orgel. |
| 1987        | Fredrikskyrkan                         | Lunds stift                  | 2         | Självständig       | 33      | Ja/Ja               | Mekanisk orgel. Rekonstruering av Lars Wahlbergs orgel från år 1764                                                    |
| 1987        | Stadsökyrkan                           | Luleå stift                  | 2         | Självständig       | 11      | Ja/Ja               | Mekanisk orgel. |
| 1986        | Kiruna krematorium                     | Luleå stift                  | 2         | Självständig       | 15      | Ja/Ja               | Mekanisk orgel. |
| 1986        | Byske kyrka                            | Luleå stift                  | 1         | Bihängd            | 4       | Ja/Ja               | Mekanisk orgel. |
| 1986        | Vittangi kyrka                         | Luleå stift                  | 2         | Självständig       | 20      | Ja/Ja               | Mekanisk orgel. |
| 1985        | Luleå domkyrka                         | Luleå stift                  | 1         | Självständig       | 10      | Ja/Ja               | Mekanisk kororgel. |
| 1985        | Bolidens kyrka                         | Luleå stift                  | 1         | Nej                | 3       | Ja/Ja               | Mekanisk kororgel. |
| 1985        | Stensele kyrka                         | Luleå stift                  | 1         | Nej                | 3       | Ja/Ja               | Mekanisk orgel. |
| 1984        | Pajala kyrka                           | Luleå stift                  | 2         | Självständig       | 28      | Ja/Ja               | Mekanisk orgel. |
| 1984        | Seskarö kyrka                          | Luleå stift                  | 2         | Självständig       | 14      | Ja/Ja               | Mekanisk orgel. |
| 1984        | Luleå domkyrka                         | Luleå stift                  | 1         | Nej                | 3       | Ja/Ja               | Mekanisk kororgel (positiv).                                                                                           |
| 1984        | Kågedalens kyrka                       | Luleå stift                  | 2         | Självständig       | 28      | Ja/Ja               | Mekanisk orgel. |
| 1984        | Anderstorps kyrka                      | Luleå stift                  | 2         | Självständig       | 7       | Ja/Ja               | Mekanisk orgel. |
| 1984        | Hietaniemi kyrka                       | Luleå stift                  | 1         | Självständig       | 10      | Ja/Ja               | Mekanisk orgel. Rekostruktion av 1622 års orgel.                                                                       |
| 1984        | Tunabergs kyrka                        | Strängnäs stift              | 2         | Självständig       | 7       | Ja/Ja               | Mekanisk orgel. |
| 1983        | Överluleå kyrka                        | Luleå stift                  | 3         | Självständig       | 56      | Ja/Ja               | Mekanisk orgel med elektriska manualkoppel.                                                                            |
| 1983        | Brämhults kyrka                        | Skara stift                  | 2         | Självständig       | 14      | Ja/Ja               | Mekanisk orgel. |
| 1982        | Fredrikskyrkan                         | Lunds stift                  | 1         | Självständig       | 6       | Ja/Ja               | Mekanisk kororgel. |
| 1982        | Sverige, Mullsjö                       | Nykyrka kyrka, Västergötland |           |                    |         |                     | Till kyrkan på 1990-talet. Tidigare på församlingshemmet.                                                              |
| 1982        | Hede kyrka                             | Härnösands stift             | 2         | Självständig       | 21      | Ja/Ja               | Mekanisk orgel. |
| 1982        | S:t Sigfridsgården, Nykyrka            | Skara stift                  | 1         | Självständig       | 6       | Ja/Ja               | Mekanisk orgel. |
| 1981        | Överluleå kyrka                        | Luleå stift                  | 1         | Nej                | 4       | Ja/Ja               | Mekanisk kororgel. |
| 1981        | S:t Staffans kyrka                     | Luleå stift                  | 2         | Självständig       | 9       | Ja/Ja               | Mekanisk orgel. |
| 1981        | Ramsele kyrka                          | Härnösands stift             | 2         | Självständig       | 26      | Ja/Ja               | Mekanisk orgel. |
| 1981        | Mellösa kyrka                          | Strängnäs stift              | 2         | Självständig       | 20      | Ja/Ja               | Mekanisk orgel. |
| 1980        | Skellefteå landsförsamlings kyrka      | Luleå stift                  | 1         | Bihängd            | 4       | Ja/Ja               | Mekanisk kororgel. |
| 1980        | Jokkmokks gamla kyrka                  | Luleå stift                  | 2         | Självständig pedal | 13      | Ja/Ja               | Mekanisk orgel. |
| 1980        | Storumans församlingsgård              | Luleå stift                  | 2         | Självständig pedal | 15      | Ja/Ja               | Mekanisk orgel. |
| 1980        | Skölvene kyrka                         | Skara stift                  | 1         | Självständig       | 6       | Ja/Ja               | Mekanisk orgel. |
| 1980        | Tuna kyrka                             | Strängnäs stift              | 1         | Bihängd            | 4       | Ja/Ja               | Mekanisk kororgel. |
| 1979        | Hertsöns kyrka                         | Luleå stift                  | 2         | Självständig       | 22      | Ja/Ja               | Mekanisk orgel. |
| 1979        | Bygdsiljums kyrka                      | Luleå stift                  | 2         | Självständig       | 11      | Ja/Ja               | Mekanisk orgel. |
| 1979        | Markuskapellet                         | Luleå stift                  | 2         | Självständig       | 8       | Ja/Ja               | Mekanisk orgel. |
| 1979        | Björna kyrka                           | Härnösands stift             | 2         | Självständig       | 17      | Ja/Ja               | Kororgel |
| 1978        | Fristads kyrka                         | Skara stift                  | 2         | Självständig       | 34      | Ja/Ja               | Mekanisk orgel. |
| 1978        | Hulta småkyrka                         | Skara stift                  | 1         | Självständig       | 4       | Ja/Ja               | Mekanisk orgel. |
| 1978        | Oskarshamns kyrka                      | Växjö stift                  | 1         | Självständig       | 7       | Ja/Ja               | Mekanisk kororgel. |
| 1978        | Skogskyrkogården, Överluleå            | Luleå stift                  | 2         | Självständig       | 11      | Ja/Ja               | Mekanisk orgel. |
| 1978        | Björskatans kyrka                      | Luleå stift                  | 1         | Självständig       | 6       | Ja/Ja               | Mekanisk orgel. |
| 1978        | Överklintens kyrka                     | Luleå stift                  | 2         | Självständig       | 14      | Ja/Ja               | Mekanisk orgel. |
| 1978        | Botsmarks kyrka                        | Luleå stift                  | 2         | Självständig       | 18      | Ja/Ja               | Mekanisk orgel. |
| 1978        | Gunnarsbyns kyrka                      | Luleå stift                  | 2         | Självständig       | 16      | Ja/Ja               | Mekanisk orgel. |
| 1978        | Floda kyrka                            | Strängnäs stift              | 1         | Självständig       | 6       | Ja/Ja               | Mekanisk kororgel. |
| 1977        | Länghems kyrka                         | Göteborgs stift              | 1         | Självständig       | 6       | Ja/Ja               | Mekanisk orgel. |
| 1977        | Porsökyrkan                            | Luleå stift                  | 2         | Självständig pedal | 10      | Ja/Ja               | Mekanisk orgel. |
| 1977        | Bergnäsets kyrka                       | Luleå stift                  | 2         | Självständig       | 15      | Ja/Ja               | Mekanisk orgel. |
| 1977        | Ramsele kyrka                          | Härnösands stift             | 1         | Självständig       | 7       | Ja/Ja               | Mekanisk kororgel. |
| 1977        | Mikaelskyrkan, Göteborg                | Göteborgs stift              | 2         | Självständig       | 15      | Ja/Ja               | Mekanisk orgel. |
| 1977        | Klinte kyrka                           | Visby stift                  | 2         | Självständig       | 17      | Ja/Ja               | Mekanisk orgel. |
| 1977        | Visborgskyrkan                         | Visby stift                  | 2         | Självständig       | 17      | Ja/Ja               | Mekanisk orgel. |
| 1976        | Sävars kyrka                           | Luleå stift                  | 2         | Självständig       | 24      | Ja/Ja               | Mekanisk orgel. |
| 1976        | Hässjö kyrka                           | Härnösands stift             | 2         | Självständig       | 23      | Ja/Ja               | Mekanisk orgel. |
| 1976        | Allhelgonakyrkan, Malmberget           | Luleå stift                  | 3         | Självständig       | 31      | Ja/Ja               | Mekanisk orgel. |
| 1975        | S:t Mårtens kyrka, Mariehamn           | Borgå stift, Finland         | 2         | Självständig       | 13      | Ja/Ja               | Mekanisk orgel. |
| 1975        | Trefaldighetskyrkan, Vasa              | Lappo stift, Finland         | 3         | Självständig       | 45      |                     | Mekanisk orgel. |
| 1975        | Karungi kyrka                          | Luleå stift                  | 2         | Självständig       | 17      | Ja/Ja               | Mekanisk orgel. |
| 1975        | Hortlax kyrka                          | Luleå stift                  | 3         | Självständig       | 28      | Ja/Ja               | Mekanisk orgel. |
| 1975        | Töre kyrka                             | Luleå stift                  | 1         | Självständig       | 6       | Ja/Ja               | Mekanisk kororgel. |
| 1974        | Hässleholmens kyrka                    | Skara stift                  | 1         | Självständig       | 6       | Ja/Ja               | Mekanisk orgel. |
| 1974        | Tuna kyrka                             | Härnösands stift             | 1         | Självständig       | 6       | Ja/Ja               | Mekanisk kororgel. |
| 1974        | Nederluleå kyrka                       | Luleå stift                  | 2         | Självständig       | 16      | Ja/Ja               | Mekanisk kororgel. |
| 1974        | Mariakyrkan, Nederkalix                | Luleå stift                  | 2         | Självständig       | 17      | Ja/Ja               | Mekanisk orgel. |
| 1974        | Mariakyrkan, Nederkalix                | Luleå stift                  | 1         | Bihängd            | 4       | Ja/Ja               | Mekanisk kororgel. |
| 1974        | Näsby församlingsgård                  | Luleå stift                  | 1         | Bihängd            | 4       | Ja/Ja               | Mekanisk orgel. |
| 1974        | Båtskärsnäs småkyrka                   | Luleå stift                  | 1         | Bihängd            | 4       | Ja/Ja               | Mekanisk orgel. |
| 1974        | Lövgärdets kyrka                       | Göteborgs stift              | 1         | Självständig       | 7       | Ja/Ja               | Mekanisk orgel. |
| 1974        | Mikaelskyrkan, Linköping               | Linköpings stift             | 2         | Självständig       | 17      | Ja/Ja               | Mekanisk orgel. |
| 1974        | Hults kyrka                            | Linköpings stift             | 1         | Självständig       | 7       | Ja/Ja               | Mekanisk orgel. |
| 1973        | Infjärdens kyrka                       | Luleå stift                  | 1         | Bihängd            | 4       | Ja/Ja               | Mekanisk orgel. Står nu i Trons kapell.                                                                                |
| 1973        | Petiknäs kyrka                         | Luleå stift                  | 1         | Självständig pedal | 5       | Ja/Ja               | Mekanisk orgel. |
| 1973        | Tegs kyrka                             | Luleå stift                  | 4         | Självständig       | 50      | Ja/Ja               | Mekanisk orgel. |
| 1973        | Östersunds gamla kyrka                 | Härnösands stift             | 1         | Bihängd            | 4       | Ja/Ja               | Mekanisk kororgel. |
| 1973        | Timrå kyrka                            | Härnösands stift             | 2         | Självständig       | 26      | Ja/Ja               | Orgeln är mekanisk. |
| 1973        | Nackstakyrkan                          | Härnösands stift             | 2         | Självständig       | 13      | Ja/Ja               | Orgeln är mekanisk. |
| 1973        | Sorsele kyrka                          | Luleå stift                  | 2         | Självständig       | 20      | Ja/Ja               | Mekanisk orgel. |
| 1973        | Lannavaara minneskyrka                 | Luleå stift                  | 1         | Bihängd            | 4       | Ja/Ja               | Mekanisk orgel. |
| 1973        | Svenljunga kyrka                       | Göteborgs stift              | 1         | Bihängd            | 4       | Ja/Ja               | Mekanisk kororgel. |
| 1973        | Fristads kyrka                         | Skara stift                  | 1         | Självständig       | 7       | Ja/Ja               | Mekanisk kororgel. |
| 1972        | Aspenkyrkan                            | Göteborgs stift              | 1         | Självständig       | 7       | Ja/Ja               | Mekanisk orgel. |
| 1972        | Haparanda kyrka                        | Luleå stift                  | 2         | Självständig       | 23      | Ja/Ja               | Mekanisk orgel. |
| 1972        | Korsholms kyrka                        | Borgå stift, Finland         | 3         | Självständig       | 36      | Ja/Ja               | Mekanisk orgel. |
| 1972        | Överluleå kyrka                        | Luleå stift                  | 2         | Självständig       | 17      | Ja/Ja               | Mekanisk kororgel. |
| 1972        | Mjöluddskyrkan                         | Luleå stift                  | 2         | Självständig       | 17      | Ja/Ja               | Mekanisk orgel. |
| 1972        | Älvsby kyrka                           | Luleå stift                  | 2         | Självständig       | 17      | Ja/Ja               | Mekanisk orgel. |
| 1972        | Gårdstens kyrka                        | Göteborgs stift              | 1         | Självständig       | 6       | Ja/Ja               | Mekanisk orgel. |
| 1972        | Matteus kyrka, Norrköping              | Linköpings stift             | 2         | Självständig       | 10      | Ja/Ja               | Mekanisk kororgel. |
| 1972        | Sankt Johannes kyrka, Norrköping       | Linköpings stift             | 4         | Självständig       | 50      | Ja/Ja               | Mekanisk orgel. |
| 1971        | Navestads församlingshem               | Linköpings stift             | 1         | Nej                | 3       | Ja/Ja               | Mekanisk orgel. |
| 1971        | Marielundskyrkan                       | Härnösands stift             | 1         | Självständig       | 7       | Ja/Ja               | Orgeln är mekanisk. |
| 1971        | Norsjö kyrka                           | Luleå stift                  | 1         | Självständig       | 6       | Ja/Ja               | Mekanisk orgel. |
| 1971        | Nederluleå kyrka                       | Luleå stift                  | 4         | Självständig       | 55      | Ja/Ja               | Mekanisk orgel |
| 1971        | Överkalix kyrka                        | Luleå stift                  | 2         | Självständig       | 17      | Ja/Ja               | Mekanisk orgel. |
| 1971        | Gellivare kyrka                        | Luleå stift                  | 2         | Självständig       | 20      | Ja/Ja               | Mekanisk orgel. |
| 1971        | Gellivare gamla kyrka                  | Luleå stift                  | 1         | Nej                | 4       | Ja/Ja               | Mekanisk orgel. |
| 1970        | Kåge kyrka                             | Luleå stift                  | 2         | Självständig       | 20      | Ja/Ja               | Mekanisk orgel. |
| 1970        | Nordmalings kyrka                      | Luleå stift                  | 3         | Självständig       | 33      | Ja/Ja               | Mekanisk orgel. |
| 1970        | Nätra kyrka                            | Härnösands stift             | 3         | Självständig       | 37      | Ja/Ja               | Mekanisk orgel. |
| 1970        | Skorpeds kyrka                         | Härnösands stift             | 2         | Självständig       | 13      | Ja/Ja               | Mekanisk kororgel |
| 1970        | Kyrkans kvartersgård i Sävast          | Luleå stift                  | 1         | Bihängd            | 4       | Ja/Ja               | Mekanisk orgel. |
| 1970        | Hedgården, Överluleå                   | Luleå stift                  | 1         | Nej                | 4       | Ja/Ja               | Mekanisk orgel. |
| 1970        | Björkfors kyrka                        | Luleå stift                  | 1         | Självständig       | 6       | Ja/Ja               | Mekanisk orgel. |
| 1970        | Nilivaara kyrka                        | Luleå stift                  | 1         | Självständig       | 6       | Ja/Ja               | Mekanisk orgel |
| 1970        | Martin Luthers kyrka, Halmstad         | Göteborgs stift              | 3?        | Självständig       | 29      | Ja/Ja               | Mekanisk orgel. Tillbyggd 1983 av samma firma.                                                                         |
| 1969        | Kristinebergs kyrka, Björksele         | Luleå stift                  | 1         | Självständig       | 6       | Ja/Ja               | Mekanisk orgel. |
| 1969        | Edefors kyrka                          | Luleå stift                  | 2         | Självständig       | 15      | Ja/Ja               | Mekanisk orgel. |
| 1969        | Norrfjärdens kyrka                     | Luleå stift                  | 2         | Självständig       | 21      | Ja/Ja               | Mekanisk orgel. |
| 1969        | Obbola kyrka                           | Luleå stift                  | 2         | Självständig       | 13      | Ja/Ja               | Mekanisk orgel. |
| 1969        | Gustav Adolfs kyrka, Sundsvall         | Härnösands stift             | 1         | Självständig pedal | 7       | Ja/Ja               | Mekanisk orgel. Kororgel.                                                                                              |
| 1969        | Örnsköldsviks kyrka                    | Härnösands stift             | 1         | Bihängd pedal      | 5       | Ja/Ja               | Mekanisk orgel. |
| 1969        | Multrå kyrka                           | Härnösands stift             | 2         | Självständig       | 15      | Ja/Ja               | Mekanisk orgel. |
| 1969        | S:t Görans kyrka, Mariehamn            | Borgå stift, Finland         | 3         | Självständig       | 37      | Ja/Ja               | Mekanisk orgel. |
| 1969        | Saxnäs kyrka                           | Luleå stift                  | 1         | Självständig       | 6       | Ja/Ja               | Mekanisk orgel. |
| 1969        | S:t Jörgens kapell                     | Göteborgs stift              | 1         | Självständig       | 7       | Ja/Ja               | Mekanisk orgel. |
| 1968        | Allhelgonakyrkan, Malmberget           | Luleå stift                  | 3         | Självständig       | 27      |                     | |
| 1968        | Norra Sandsjö kyrka                    | Växjö stift                  | 1         | Bihängd            | 4       | Ja/Ja               | Mekanisk orgel. |
| 1968        | Kvikkjokks kyrka                       | Luleå stift                  | 1         | Bihängd            | 4       | Ja/Ja               | Mekanisk orgel. |
| 1968        | Vidsels kyrka                          | Luleå stift                  | 1         | Bihängd            | 4       | Ja/Ja               | Mekanisk orgel. |
| 1968        | Gråträsks kapell                       | Luleå stift                  | 1         | Nej                | 4       | Ja/Ja               | Mekanisk orgel. |
| 1968        | Holmsunds kyrka                        | Luleå stift                  | 2         | Självständig       | 18      | Ja/Ja               | Mekanisk orgel. |
| 1968        | Domsjö kyrka                           | Härnösands stift             | 2         | Självständig pedal | 13      | Ja/Ja               | Mekanisk orgel. |
| senast 1968 | Skorpeds kyrka                         | Härnösands stift             | 1         | Bihängd            | 4       | Ja/Ja               | Mekanisk orgel. Står sedan 1970 i Församlingshemmet, Skorped. Användes som interimsorgel när den nya byggdes i kyrkan. |
| 1968        | Arvidsjaurs gravkapell                 | Luleå stift                  | 1         | Självständig       | 6       | Ja/Ja               | Mekanisk orgel. |
| 1968        | Gravkapellet, Stensele                 | Luleå stift                  | 1         | Självständig       | 6       | Ja/Ja               | Mekanisk orgel. |
| 1968        | Äskilje kyrka                          | Luleå stift                  | 2         | Självständig       | 10      | Ja/Ja               | Mekanisk orgel. |
| 1968        | Säby kyrka                             | Linköpings stift             | 2         | Självständig       | 16      | Ja/Ja               | Mekanisk orgel. Omintonerad och renoverad 1986 av samma firma.                                                         |
| 1968        | Arnöbykyrkan                           | Strängnäs stift              | 1         | Självständig       | 6       | Ja/Ja               | Mekanisk orgel. |
| 1967        | Nordanåskapellet                       | Strängnäs stift              | 2         | Självständig       | 10      | Ja/Ja               | Mekanisk orgel. |
| 1967        | Haparanda kyrka                        | Luleå stift                  | 1         | Självständig       | 6       | Ja/Ja               | Mekanisk kororgel. |
| 1967        | Lövångers kyrka                        | Luleå stift                  | 3         | Självständig       | 30      | Ja/Ja               | Mekanisk orgel. |
| 1967        | Granö kyrka                            | Luleå stift                  | 2         | Självständig       | 13      | Ja/Ja               | Mekanisk orgel. |
| 1967        | Bjurholms kyrka                        | Luleå stift                  | 3         | Självständig       | 30      | Ja/Ja               | Mekanisk orgel. |
| 1967        | Ovikens gamla kyrka                    | Härnösands stift             | 2         | Självständig       | 25      | Ja/Ja               | Mekanisk orgel. |
| 1967        | Hornbergskyrkan                        | Härnösands stift             | 2         | Självständig       | 13      | Ja/Ja               | Flyttades 1979 till Lugnvikskyrkan. Mekanisk orgel.                                                                    |
| 1967        | Poikkijärvi kapell                     | Luleå stift                  | 1         | Bihängd            | 4       | Ja/Ja               | Mekanisk orgel. |
| 1967        | Sunnersta kyrka                        |                              | 1         | Självständig       | 6       | Ja/Ja               | Mekanisk orgel. Orgeln sedan 1980 i Väne-Ryrs kyrka.                                                                   |
| 1967        | Ganthems kyrka                         | Visby stift                  | 1         | Självständig       | 6       | Ja/Ja               | Mekanisk orgel. |
| 1966        | Johanneskyrkan, Vännäs                 | Luleå stift                  | 1         | Bihängd            | 4       | Ja/Ja               | Mekanisk kororgel. |
| 1966        | Arnäs kyrka                            | Härnösands stift             | 1         | Självständig       | 6       |                     | Mekanisk orgel. |
| 1966        | S:t Örjans kyrka                       | Luleå stift                  | 2         | Självständig       | 23      | Ja/Ja               | Mekanisk orgel. |
| 1966        | Överluleå församlingsgård              | Luleå stift                  | 1         | Nej                | 4       | Ja/Ja               | Mekanisk orgel. |
| 1965        | Vörå kyrka                             | Borgå stift, Finland         | 3         |                    | 33      | Ja/Ja               | Mekanisk orgel. |
| 1965        | Gustav Adolfs kyrka, Borås             | Skara stift                  | 1         | Självständig       | 6       | Ja/Ja               | Mekanisk kororgel. |
| 1965        | Örnäsets kyrka                         | Luleå stift                  | 2         | Självständig       | 23      | Ja/Ja               | Mekanisk orgel. |
| 1965        | Moskosels kyrka                        | Luleå stift                  | 1         | Självständig       | 6       | Ja/Ja               | Mekanisk orgel. |
| 1965        | Ytterselö kyrka                        | Strängnäs stift              | 2         | Självständig       | 13      | Ja/Ja               | Mekanisk orgel. |
| 1964        | Säby kyrka                             | Linköpings stift             | 1         |                    | 4       | Ja/Ja               | Står sedan 1973 i Betaniakyrkan, Vadstena.                                                                             |
| 1964        | Kaunisvaara kyrka                      | Luleå stift                  | 1         | Självständig       | 6       | Ja/Ja               | Mekanisk orgel. |
| 1964        | Sankt Olovs kyrka, Skellefteå          | Luleå stift                  | 4 eller 5 | Självständig       | 47      |                     | Mekanisk och elektrisk mekanisk i orgeln.                                                                              |
| 1964        | Strömbäcks kapell                      | Luleå stift                  | 2         | Självständig       | 10      | Ja/Ja               | Mekanisk orgel. |
| 1964        | Höglands bönhus, Arnäs                 | Härnösands stift             | 1         | Bihängd            | 4       |                     | Mekanisk orgel. |
| 1964        | Alhemskyrkan                           | Luleå stift                  | 2         | Självständig       | 13      | Ja/Ja               | Mekanisk orgel. |
| 1964        | Morö Backe kyrka                       | Luleå stift                  | 2         | Självständig       | 13      | Ja/Ja               | Mekanisk orgel. Flyttades 1985 till Bergsbykyrkan.                                                                     |
| 1964        | Hässleholms kyrka                      | Lunds stift                  | 1         | Självständig       | 6       | Ja/Ja               | Mekanisk kororgel. |
| 1964        | Svensteins kyrka                       | Luleå stift                  | 1         | Självständig       | 6       | Ja/Ja               | Mekanisk orgel. |
| 1963        | Adaks kyrka                            | Luleå stift                  | 1         | Självständig       | 6       | Ja/Ja               | Mekanisk orgel. |
| 1963        | Edefors kyrka                          | Luleå stift                  | 1         | Nej                | 4       | Ja/Ja               | Mekanisk kororgel. |
| 1963        | Vörå kyrka                             | Borgå stift, Finland         | 1         | Självständig       | Ja/Ja   |                     | Mekanisk orgel. Orgel var i Vörå kyrka 1963–1966. Nu i begravningskapellet, Mariehamn.                                 |
| 1963        | Luleå domkyrka                         | Luleå stift                  | 1         |                    | 9       |                     | |
| 1963        | S:t Mikaels kapell, Vindeln            | Luleå stift                  | 1         | Bihängd            | 5       | Ja/Ja               | Mekanisk orgel. |
| 1963        | Sörberge församlingshem, Timrå         | Härnösands stift             | 1         | Nej                | 4       | Ja/Ja               | Orgeln är mekanisk. |
| 1963        | Sankt Olovs kyrka, Skellefteå          | Luleå stift                  | 1         | Bihängd            | 4       | Ja/Ja               | Mekanisk orgeln. |
| 1963        | Bygdsiljums kyrka                      | Luleå stift                  | 1         | Bihängd            | 4       | Ja/Ja               | Mekanisk orgel. Orgeln flyttades 1979 till Gravkapellet, Burträsk.                                                     |
| 1963        | Vuollerims kyrka                       | Luleå stift                  | 2         | Självständig       | 15      | Ja/Ja               | Mekanisk orgel. |
| 1962        | S:t Mikaels kyrka, Jörn                | Luleå stift                  | 2         | Självständig       | 16      | Ja/Ja               | Mekanisk orgel. |
| 1962        | Umeå stads kyrka                       | Luleå stift                  | 3         | Självständig       | 36      | Ja/Ja               | Mekanisk orgel. |
| 1962        | Gravkapellet, Umeå landsförsamling     | Luleå stift                  | 2         | Självständig       | 7       | Ja/Ja               | Mekanisk orgel. |
| 1962        | Gullängets kyrka                       | Härnösands stift             |           | Bihängd            | 5       |                     | Såldes 1981 till Uddevalla kyrka.                                                                                      |
| 1962        | Korsholm kyrka                         | Borgå stift, Finland         | 1         | Självständig       | 6       | Ja/Ja               | Kororgel. |
| 1962        | Råneå kyrka                            | Luleå stift                  | 1         | Nej                | 3       | Ja/Ja               | Stod i S:t Pers kapell. Flyttades 1991 till Tallro kapell.                                                             |
| 1962        | Petrikapellet                          | Luleå stift                  | 1         | Nej                | 3       | Ja/Ja               | Mekanisk kororgel. |
| 1962        | Soutujärvi kyrka                       | Luleå stift                  | 1         | Nej                | 4       | Ja/Ja               | Mekanisk orgel. |
| 1961        | Fullestads kyrka                       | Skara stift                  | 1         | Bihängd            | 5       | Ja/Ja               | Mekanisk orgel. |
| 1961        | Umeå stads kyrka                       | Luleå stift                  | 1         | Nej                | 4       | Ja/Ja               | Mekanisk kororgel. |
| 1961        | Gideå kyrka                            | Härnösands stift             | 2         | Självständig       | 16      | Ja/Ja               | Mekanisk orgel. |
| 1961        | Ånge kyrka                             | Härnösand stift              | 2         | Självständig       | 13      | Ja/Ja               | Mekanisk orgel. |
| 1960        | Arjeplogs kyrka                        | Luleå stift                  | 2         | Självständig       | 15      | Ja/Ja               | Mekanisk orgel. |
| 1960        | Ursvikens kyrka                        | Luleå stift                  | 2         | Självständig       | 17      | Ja/Ja               | Mekanisk orgel. |
| 1960        | Skellefteå landsförsamlings gravkapell | Luleå stift                  | 1         | Självständig       | 7       | Ja/Ja               | Mekanisk orgel. |
| 1960        | Robertsfors kyrka                      | Luleå stift                  | 2         | Självständig       | 20      | Ja/Ja               | Mekanisk orgel. |
| 1960        | Tannäs kyrka                           | Härnösands stift             | 2         | Självständig       | 15      | Ja/Ja               | Mekanisk orgel. |
| 1960        | Skönbergs kyrksal                      | Härnösands stift             | 2         | Självständig       | 13      | Ja/Ja               | Mekanisk orgel. Står idag i Birgittakyrka, Sköns distrikt. Omdisponerad 1983 av samma firma.                           |
| 1960        | Hakkas kyrka                           | Luleå stift                  | 2         | Självständig       | 15      | Ja/Ja               | Mekanisk orgel |
| 1960        | Jämtöns kapell                         | Luleå stift                  | 1         | Nej                | 4       | Ja/Ja               | Mekanisk orgel. |
| 1959        | Flatö kyrka                            | Göteborgs stift              | 2         | Självständig       | 11      | Ja/Ja               | Mekanisk orgel. |
| 1959        | Norrfjärdens kyrka                     | Luleå                        | 3         | Självständig       | 35      | Nej/Nej             | Orgeln förstördes i en brand 1963.                                                                                     |
| 1992        | Ekenäs kyrka                           | Borgå stift, Finland         | 2         | Självständig       | 24      | Ja/Ja               | Restaurering (byggd år 1842 av Anders Thulé)                                                                           |
| 1959        | Helena Elisabets kyrka                 | Luleå stift                  | 1         | Nej                | 3       | Ja/Ja               | Mekanisk orgel. |
| 1959        | Lidens nya kyrka                       | Härnösands stift             | 2         | Självständig       | 20      | Ja/Ja               | Mekanisk orgel. |
| 1958        | Slagnäs kyrka                          | Luleå stift                  | 1         | Bihängd            | 6       | Ja/Ja               | Mekanisk orgel. |
| 1958        | Norrfors kyrka                         | Luleå stift                  | 2         | Självständig       | 23      | Ja/Ja               | Mekanisk orgel. |
| 1958        | Vuollerims kyrka                       | Luleå stift                  |           |                    | 5       |                     | Positiv. Flyttades 1963 till Jokkmokks gamla kyrka och brann upp där 1972.                                             |
| 1958        | Lansjärvs kyrka                        | Luleå stift                  | 1         | Bihängd            | 5       | Ja/Ja               | Mekanisk orgel. |
| 1957        | Berghammars kyrka                      | Strängnäs stift              | 2         | Självständig       | 16      | Mekanisk orgel.     | |
| 1957        | Råneå kyrka                            | Luleå stift                  | 2         | Självständig       | 21      | Ja/Ja               | Mekanisk orgel. |
| 1957        | Bastuträsks kyrka                      | Luleå stift                  | 2         | Självständig       | 16      | Ja/Ja               | Mekanisk orgel. |
| 1957        | Bureå kyrka                            | Luleå stift                  | 1         | Bihängd            | 6       | Ja/Ja               | Mekanisk kororgel. |
| 1957        | Läroverket, Lycksele                   | Luleå stift                  |           |                    | 5       | Ja/Ja               | Användes mellan 1977 och 1987 i Forsdalakyrkan. Står numera i Gamla seminariet i Lycksele.                             |
| 1957        | Ullatti kyrka                          | Luleå stift                  | 1         | Bihängd            | 6       | Ja/Ja               | Mekanisk orgel. |
| 1956        | Sangis kyrka                           | Luleå stift                  | 1         | Självständig       | 7       | Ja/Ja               | Mekanisk orgel. |
| 1956        | Porjus kyrka                           | Luleå stift                  | 1         | Självständig       | 9       | Ja/Ja               | Mekanisk orgel. |
| 1956        | Långträsks kyrka                       | Luleå stift                  | 2         | Självständig       | 13      | Ja/Ja               | Mekanisk orgel. |
| 1956        | Österjörns kyrka                       | Luleå stift                  | 2         | Självständig       | 15      | Ja/Ja               | Mekanisk orgel. |
| 1956        | Byske kyrka                            | Luleå stift                  | 3         | Självständig       | 30      | Ja/Ja               | Mekanisk orgel. |
| 1956        | Fällfors kyrka                         | Luleå stift                  | 2         | Självständig       | 18      | Ja/Ja               | Mekanisk orgel. |
| 1956        | Lappträsks kyrka                       | Luleå stift                  | 1         | Självständig       | 9       | Ja/Ja               | Mekanisk orgel. |
| 1955        | Grundsunda kyrka                       | Härnösands stift             | 2         | Självständig       | 19      | Ja/Ja               | Mekanisk orgel. |
| 1955        | Stensele kyrka                         | Luleå stift                  | 2         | Självständig       | 26      | Ja/Ja               | Mekanisk orgel. |
| 1954        | Väskinde kyrka                         | Visby stift                  | 1         | Självständig       | 11      | Ja/Ja               | Mekanisk orgel. |
| 1954        | Karesuando kyrka                       | Luleå stift                  | 1         | Självständig       | 9       | Ja/Ja               | Mekanisk orgel. |
| 1954        | Jukkasjärvi kyrka                      | Luleå stift                  | 2         | Självständig       | 12      | Ja/Ja               | Mekanisk orgel. |
| 1954        | Målå kyrka                             | Luleå stift                  | 2         | Självständig       | 13      | Ja/Ja               | Mekanisk orgel. |
| 1954        | Arvidsjaurs kyrka                      | Luleå stift                  | 2         | Självständig       | 19      | Ja/Ja               | Mekanisk orgel. |
| 1954        | Glömmersträsks kyrka                   | Luleå stift                  | 2         | Självständig       | 12      | Ja/Ja               | Mekanisk orgel. |
| 1954        | Rundviks kyrka                         | Luleå stift                  | 1         | Självständig       | 11      | Ja/Ja               | Mekanisk orgel. |
| 1954        | Puottaure kyrka                        | Luleå stift                  | 1         | Självständig       | 5       | Ja/Ja               | Mekanisk orgel. |
| 1954        | Nykyrka kyrka\|                        | Strängnäs stift              | 1         | Självständig       | 6       | Ja/Ja               | Mekanisk orgel. |
| 1953        | Svenasjö kapell                        | Göteborgs stift              | 1         | Självständig       | 9       | Ja/Ja               | Mekanisk orgel. |
| 1953        | Morjärvs kyrka                         | Luleå stift                  | 2         | Självständig       | 14      | Ja/Ja               | Pneumatisk orgel. |
| 1953        | Järbo kyrka, Gästrikland               | Uppsala                      | 2         | Självständig       | 20      | Ja/Ja               | |
| 1953        | Sättna kyrka                           | Härnösand stift              | 2         | Självständig       | 19      | Ja/Ja               | Mekanisk orgel. |
| 1953        | Heliga Korsets kapell, Umeå            | Luleå stift                  | 2         | Självständig       | 10      | Ja/Ja               | Orgeln är mekanisk/pneumatisk. Orgeln står sedan 1989 i Församlingsgården, Umeå landsförsamling.                       |
| 1953        | Finnträsk kyrka                        | Luleå stift                  |           |                    | 4       | Nej/?               | |
| 1953        | Tärna kyrka                            | Luleå stift                  | 2         | Självständig       | 14      | Ja/Ja               | Mekanisk orgel. |
| 1952        | Hörnefors kyrka                        | Luleå stift                  | 2         | Självständig       | 24      | Ja/Ja               | Pneumatisk orgel. Flyttades 2019 till Pingstförsamlingen i Berdytjiv, Ukraina.                                         |
| 1952        | Svartviks kyrka                        | Härnösands stift             | 2         | Självständig       | 13      | Ja/Ja               | Mekanisk orgel. |
| 1952        | Gualövs kyrka                          | Lunds stift                  | 1         | Självständig       | 11      | Ja/Ja               | Mekanisk orgel. |
| 1952        | Djurröds kyrka                         | Lunds stift                  | 2         | Självständig       | 14      | Ja/Ja               | Mekanisk orgel. |
| 1951        | ÅHarsprångets kyrka                    | Luleå stift                  | 1         | Nej                | 4       | Ja/Ja               | Mekanisk orgel. Flyttades 1982 till Ålloluokta kapell.                                                                 |
| 1951        | Piteå stadsförsamlings kyrka           | Luleå stift                  | 2         | Självständig       | 26      | Ja/Ja               | Mekanisk orgel. |
| 1951        | Forsnäs kapell                         | Luleå stift                  | 1         | Nej                | 4       | Ja/Ja               | Mekanisk orgel. |
| 1951        | Oderljunga kyrka                       | Lunds stift                  | 3         | Självständig       | 29      | Ja/Ja               | Pneumatisk orgel. |
| 1951        | Muonionalusta kyrka                    | Lule stift                   | 1         | Nej                | 4       | Ja/Ja               | Mekanisk orgel. |
| 1950        | Pålkems kyrka                          | Luleå stift                  | 1         | Nej                | 4       | Ja/Ja               | Mekanisk orgel. |
| 1950        | Murjeks kyrka                          | Luleå stift                  | 1         | Nej                | 4       | Ja/Ja               | Mekanisk orgel. |
| 1950        | Narkens kapell                         | Luleå stift                  | 1         | Bihängd            | 5       | Ja/Ja               | Mekanisk orgel. |
| 1950        | Skepparlövs kyrka                      | Lunds stift                  |           |                    | 24      |                     | |
| 1950        | Gunnarsbyns kyrka                      | Luleå stift                  | 2         | Självständig       | 12      |                     | |
| 1950        | Risbäcks kyrka                         | Luleå stift                  | 1         | Nej                | 4       | Ja/Ja               | Mekanisk orgel. |
| ca 1950     | Lögdö brukskyrka                       | Härnösands stift             | 1         | Nej                | 4       | Ja/Ja               | Mekanisk orgel. |
| 1950-talet  | Kärna kyrka                            | Linköpings stift             | 1         | Självständig       | 7       | Ja/Ja               | Mekanisk kororgel. |
| 1950-talet  | Statens folkskoleseminarium, Lycksele  | Luleå stift                  | 2         | Självständig       | 14      | Ja/Ja               | Mekanisk orgel. Flyttades 1972 till Margaretakyrkan.                                                                   |
| 1949        | Jokkmokks kyrka                        | Luleå stift                  | 3         | Självständig       | 28      |                     | Orgeln monterades ner 1983.                                                                                            |
| 1948        | Vittangi kyrka                         | Luleå stift                  | 2         | Självständig       | 19      |                     | |
| 1947        | Örträsks kyrka                         | Luleå stift                  | 2         | Självständig       | 12      | Ja/Ja               | Mekanisk orgel. |
| 1945        | Seskarö kyrka                          | Luleå stift                  | 2         |                    | 12      |                     | |
| 1945        | Hietaniemi kyrka                       | Luleå stift                  | 2         |                    | 15      |                     | |
| 1945        | Nilivaara kyrka                        | Luleå stift                  | 1         | Nej                | 4       | Ja/Ja               | Pneumatisk orgel. Flyttad till Gellivare församlingsgård.                                                              |
| 1944        | Lövångers kyrka                        | Luleå stift                  | 2         |                    | 20      |                     | |
| 1943        | Tärendö kyrka                          | Luleå stift                  | 2         | Självständig       | 12      |                     | |
| 1943        | Överkalix kyrka                        | Luleå stift                  | 2         | Självständig       | 21      | Ja/Ja               | Pneumatisk orgel. |
| 1939        | Pajala kyrka                           | Luleå stift                  | 2         | Självständig       | 18      | Ja/Ja               | |
| 1939        | Björksele kyrka                        | Luleå stift                  | 2         | Självständig       | 18      | Ja/Ja               | Pneumatisk orgel. |
| 1938        | Töre kyrka                             | Luleå stift                  | 2         | Självständig       | 17      | Ja/Ja               | Pneumatisk orgel. |
| 1938        | Korpilombolo kyrka                     | Luleå stift                  |           |                    |         |                     | |
| 1935        | Åmsele kyrka                           | Luleå stift                  | 2         | Självständig       | 15      | Ja/Ja               | Mekanisk orgel. |
| 1934        | Övertorneå kyrka                       | Luleå stift                  | 2         |                    | 17      |                     | Pneumatisk orgel. |
| 1933        | Kiruna krematorium                     | Luleå stift                  | 2         | Självständig       | 12      |                     | |
| 1931        | Älvsby kyrka                           | Luleå stift                  | 2         | Självständig       | 16      |                     | |
| 1931        | Gellivare kyrka                        | Luleå stift                  | 2         | Självständig       | 12      |                     | |
| ?           | EFS-kapell, Boliden                    | Luleå stift                  |           |                    | 14      |                     | Pneumatisk orgel. |
| ?           | Sävenäs kyrka                          | Luleå stift                  |           |                    | 4       |                     | |
| ?           | Munvikens kapell                       | Luleå stift                  | 1         | Bihängd            | 4       | Ja/Ja               | Mekanisk orgel. |
| ?           | Klubbgärde församlingsgård             | Luleå stift                  | 1         | Bihängd            | 4       | Ja/Ja               | Mekanisk orgel. |
| ?           | Strömnäskyrkan                         | Luleå stift                  | 1         | Bihängd            | 4       | Ja/Ja               | Mekanisk orgel. |
| ?           | Trons kapell                           | Luleå stift                  | 1         | Bihängd            | 4       | Ja/Ja               | Mekanisk orgel. Står nu i stora salen på Margaretelunds församlingsgård.                                               |
| ?           | Margaretelunds församlingsgård         | Luleå stift                  | 1         | Bihängd            | 4       | Ja/Ja               | Mekanisk orgel. Står i Andaktsrummet.                                                                                  |
| ?           | Kallkällans kyrka                      | Luleå stift                  | 1         | Bihängd            | 4       | Ja/Ja               | Mekanisk orgel. |
| ?           | Luleå krematorium                      | Luleå stift                  | 1         | Nej                | 3       | Ja/Ja               | Mekanisk orgel. Står i Hoppets kapell.                                                                                 |
| ?           | Korsets kapell                         | Luleå stift                  | 1         | Självständig       | 6       | Ja/Ja               | Mekanisk orgel. Står i Ljusets kapell, Luleå krematorium.                                                              |
| ?           | Svertöstadens kyrka                    | Luleå stift                  | 1         | Nej                | 3       | Ja/Ja               | Mekanisk orgel. |
| ?           | Småkyrkan på Burströmska gärdan        | Luleå stift                  | 1         | Nej                | 4       | Ja/Ja               | Mekanisk orgel. |
| ?           | Stadsökyrkan                           | Luleå stift                  |           |                    |         |                     | Positiv. |
| ?           | Geijerskolan                           | Karlstad stift               | 1         | Självständig       | 6       | Ja/Ja               | Mekanisk orgel. Flyttades 1989 till Pello församlingshem.                                                              |
| ?           | Juoksengi kyrka                        | Luleå stift                  | 1         | Självständig       | 6       | Ja/Ja               | Mekanisk orgel. |
|             | Kristinebergs kyrka, Björksele         |                              |           | 5                  |         |                     | |
| ?           | Sorumans församlingsgård               | Luleå stift                  | 1         | Självständig       | 9       | Ja/Ja               | Mekanisk orgel. Flyttades till Umnäs kyrka.                                                                            |
| ?           | Gargnäs kyrka                          | Luleå stift                  |           |                    | 3       |                     | Flyttades till Ammarnäs kyrka                                                                                          |
| ?           | Svappavaara kyrka                      | Luleå stift                  | 1         | Bihängd            | 4       | Ja/Ja               | Mekanisk orgel. |
| ?           | Lannavaara minneskyrka                 | Luleå stift                  | 1         | Nej                | 3       | Ja/Ja               | Mekanisk orgel. Orgeln står idag i Masugnsbyns kyrka.                                                                  |
| ?           | Kiruna kyrka                           | Luleå stift                  | 1         | Nej                | 3       | Ja/Ja               | Mekanisk orgel. |

### Restaureringar och reparationer
| År        | Ursprunglig kyrka              | Stift                | Manualer | Pedal        | Stämmor | Bevarad orgel/fasad | Övrigt                                       |
| --------- | ------------------------------ | -------------------- | -------- | ------------ | ------- | ------------------- | -------------------------------------------- |
| 1992      | Ekenäs kyrka                   | Borgå stift, Finland | 2        | Självständig | 24      | Ja/Ja               | Restaurering (byggd år 1842 av Anders Thulé) |
| 1989      | Råneå kyrka                    | Luleå stift          |          |              |         |                     | Renovering                                   |
| 1986      | Säby kyrka                     | Linköpings stift     |          |              |         |                     | Omintonerad och renoverad.                   |
| 1978      | Kiruna kyrka                   | Luleå stift          |          |              |         |                     | Ombyggnation.                                |
| 1977      | Stenkyrka kyrka                | Visby stift          |          |              |         |                     | Renovering.                                  |
| 1975      | Arvidsjaurs kyrka              | Luleå stift          |          |              |         |                     | Omdisponering och nytt spelbord.             |
| 1970      | Martin Luthers kyrka, Halmstad | Göteborgs stift      |          |              |         |                     | Tillbyggd 1983.                              |
| 1969–1971 | Övertorneå kyrka               | Luleå stift          |          |              |         |                     | Renovering.                                  |
| 1967      | Näs kyrka                      | Härnösands stift     |          |              |         |                     | Renovering och flyttning av orgel.           |
| 1959      | Lidens gamla kyrka             | Härnösand stift      |          |              |         |                     | Reparation av orgel.                         |
| 1954      | Junosuando kyrka               | Luleå stift          |          |              |         |                     | Renovation av orgel.                         |
| 1952      | Korpilombolo kyrka             | Luleå stift          |          |              |         |                     | Utökade orgeln från 1938.                    |
| 1952      | Karungi kyrka                  | Luleå stift          |          |              |         |                     | Ombyggnation.                                |
| 1947      | Nätra kyrka                    | Härnösands stift     |          |              |         |                     | Utökade en befintlig orgel.                  |
| 1942      | Hortlax kyrka                  | Luleå stift          |          |              |         |                     | Ombyggnad och tillbyggnad.                   |
| 1942      | Sorsele kyrka                  | Luleå stift          |          |              |         |                     | Ombyggnation.                                |
| 1939      | Norsjö kyrka                   | Luleå stift          |          |              |         |                     | Ombyggnation                                 |
| 1935      | Björna kyrka                   | Härnösands stift     |          |              |         |                     | Renovering läktarorgel.                      |